# Locknaikandoddi, Sindhnur
Locknaikandoddi là một làng thuộc tehsil Sindhnur, huyện Raichur, bang Karnataka, Ấn Độ.